# Carles Campón Brugada
Carles Campón Brugada (Viladecans, 1973) es un productor musical, músico e ingeniero de sonido español. Su trayectoria cuenta con más de una veintena de nominaciones a los Grammys y Latin Grammy en diferentes categorías, siendo ganador de 8 premios Latin Grammy.

## Biografía
Formado como diseñador industrial, tiene una amplia trayectoria en música en vivo, pero ha centrado su actividad en los últimos años en el trabajo como productor e ingeniero de mezclas, trabajando con diferentes artistas hispanoamericanos como Xoel López, Vetusta Morla, Jorge Drexler o Natalia Lafourcade, entre otros. En su faceta como instrumentista, ha participado en giras de artistas como Jorge Drexler, Camila Moreno, Martín Bruhn, Alex Ferreira, U_mä, Almasäla y colaborado en directo con otros muchos artistas (Natalia Lafourcade, Lisandro Aristimuño, Ana Prada, Martín Buscaglia, Masa, Marlango, Aaron Thomas, Vetusta Morla o Ulises Hadjis). También ha desarrollado su actividad como ingeniero de sonido en vivo, trabajando con artistas como Jorge Drexler, Eliseo Parra, Coetus, Tactequeté, Mastretta, Misirli Ahmet, Jabier Muguruza, La Shica, etc.
Destaca su capacidad como multinstrumentista, centrándose en la electrónica y siendo intérprete de instrumentos tan dispares como la sierra musical, el theremin, autoharpa, omnichord, tenori-on, lap steel, percusión, etc.

## Discografía seleccionada
2024
- «La salvación», Arde Bogotá. Productor.

2022
- Tinta y Tiempo, Jorge Drexler. -Productor artístico, ingeniero de grabación, instrumentista.
- Mal de Ojo, (single adelanto) Anaju. -Productor artístico, ingeniero de grabación y mezcla, instrumentista.

2021
- Cable a Tierra, Vetusta Morla. -Productor artístico, grabación, instrumentista.
- The River And The Stone, Morgan. -Productor artístico.
- Vento Sardo, Marisa Monte & Jorge Drexler. -Coproductor artístico, ingeniero de grabación.
- Gato, Igor Liberato. -Productor artístico, ingeniero de mezcla, instrumentista.
- El Mundo y la Nada, . -Productor artístico, ingeniero de grabación y mezcla, instrumentista.
- Reina de las trincheras, (BSO) Vetusta Morla. -Productor artístico.
- Conexion Total, Bomba Estéreo feat. Yemi Alade -Compositor.

2020
- Fala Bonito, Igor Liberato. -Productor artístico, ingeniero de mezcla, instrumentista.
- Llevame a Madrid, (single adelanto), Sweet Barrio.- Productor artístico, composición, arreglista, ingeniero grabación y mezcla, instrumentista.
- Despiertame cuando llegues, (single doble adelanto), Ulises Hadjis. -coproductor artístico, ingeniero mezcla.
- Mañanas eternas, (sencillo), Manuela de las Casas. -Ingeniero de mezcla
- Mi cura, (single adelanto), Tu otra Bonita feat. Vic Mirallas. -Productor artístico, arreglista, ingeniero grabación y mezcla, instrumentista..
- Gente / Salvajes, (single doble adelanto), Ulises Hadjis. -Productor artístico, arreglista, ingeniero grabación y mezcla, instrumentista.
- MSDL - Canciones dentro de canciones, Vetusta Morla.-Productor artístico, arreglista.
- Basta de Música, Martín Buscaglia.- Ingeniero de mezcla.
- Si mi rayo te alcanzara, Xoel López. -Productor artístico, arreglista, ingeniero grabación y mezcla, instrumentista.
- Tu Flow, (single adelanto), Sweet Barrio.- Productor artístico, arreglista, composición, ingeniero grabación y mezcla, instrumentista.
- El atraco, (single adelanto), Sweet Barrio.- Productor artístico, arreglista, composición, ingeniero grabación y mezcla, instrumentista.
- Bitxozetik, (sencillo), Gatibu. -Productor artístico, ingeniero de mezcla.
- Kumbayeo, Salomón Beda. -Productor artístico, arreglista, ingeniero grabación, instrumentista.

2019
- Palmeras en La Mancha - MSDL, (single adelanto), Vetusta Morla.-Productor artístico, arreglista.
- Ulises Nadie / Corazón en Vano, (single doble adelanto), Ulises Hadjis. -Productor artístico, arreglista, ingeniero grabación, instrumentista.
- Kumbayeo, (single adelanto), Salomón Beda. -Productor artístico, arreglista, ingeniero grabación, instrumentista.
- Astro Azul, Versonautas.- Ingeniero de mezclas.
- Atera, Zea Mays.- Productor artístico, arreglista e instrumentista.

2018
- Cinema Usera, Sweet Barrio.- Productor artístico, Ingeniero grabación y mezcla, arreglista e instrumentista.
- Todo y la cabeza, Ju.- Productor artístico, Ingeniero grabación y mezcla, instrumentista.

2017
- Salvavidas de hielo, Jorge Drexler - Productor artístico, Ingeniero grabación, instrumentista.
- Mismo sitio distino lugar, Vetusta Morla -Productor artístico, arreglista.
- Ama, Javier Maroto -Producción, Ingeniero de mezcla y grabación, arreglista.
- Lo Bueno y lo Malo, Tribute to Ray Heredia (song), Vetusta Morla - Productor artístico, Ingeniero de mezcla y grabación.
- Encara, Gemma Humet - Productor artístico, Ingeniero de mezcla, instrumentista y arreglista.

2016
- Pedra em carne, Gabriel Iglesias - Ingeniero de mezcla y grabación, producción adicional, instrumentista.
- Alamar, Pala (Carlos Palacio) - Productor artístico, Ingeniero de mezcla y grabación, instrumentista.
- Trem do Pantanal, Hermanos Irmaôs - Productor artístico, Ingeniero de mezcla y grabación, instrumentista.
- Lo bueno y lo Malo, Vetusta Morla - Productor artístico, Ingeniero de mezcla y grabación.
- La memoria del aire, Marta y Micó - Coproductor, Ingeniero de mezcla, grabación y mastering.

2015
- Si, Raquel Sofía - Productor artístico, Ingeniero de mezcla y grabación, instrumentista.
- Paramales, Xoel López - Lap steel, omnichord, efectos.
- Poetry of Sound, Martín Leiton - Ingeniero de mastering
- Paciencia, Laura Furci - Productor artístico, Ingeniero de mezcla, grabación y masterización, programaciones

2014
- Bailar en la Cueva, Jorge Drexler - Productor artístico, Ingeniero de mezcla y grabación, instrumentista.
- Maleviaje, Pala (Carlos Palacio) - Productor artístico, Ingeniero de mezcla y grabación, instrumentista.
- This World, Laia Vehi - Productor artístico, Ingeniero de mezcla, grabación y masterización, instrumentista
- Remixes Criollos, Martín Bruhn - Remixer y mezclas adicionales

2013
- Cai creo que caí (song), Jorge Drexler - Productor artístico, Ingeniero de mezcla y grabación, instrumentista.
- ..., Undr - Mastering

2012
- El Afán, Alex Ferreira - Productor artístico, Ingeniero de mezcla y grabación
- Mujer Divina Natalia Lafourcade - Productor artístico, Ingeniero grabación, instrumentista (2 canciones)
- El Feo, The Cabriolets - Productor artístico, Ingeniero de mezcla y grabación
- N, Jorge Drexler - App interactiva - Productor artístico, Ingeniero de mezcla y grabación, instrumentista
- Fora da Ordem - Tribute to Caetano (song), Jorge Drexler - Productor artístico, Ingeniero de mezcla y grabación, instrumentista
- Tres Hologramas, Jorge Drexler (música para el ballet de la Cia. Nacional del Sodre) - Productor artístico, Ingeniero de mezcla y grabación, programaciones y manipulación sonora
- Ritual, Moisés P. Sánchez - Manipulación sonora, músico invitado
- Olivenza, Olivenza - Ingeniero de mezcla y grabación

2011
- Criollo, Martín Bruhn - Producción artística, Ingeniero de mezcla y grabación, instrumentista
- Que el soneto nos tome pro sorpresa, Jorge Drexler - Ingeniero de mezcla, grabación adicional
- Liebe Paradiso, Celso Fonseca-Ronaldo Bastos - Músico invitado
- Saipan, Nubla - Instrumentista

2010
- Amar la Trama, Jorge Drexler - Coproductor artístico, Ingeniero de grabación, instrumentista
- Life in the tree house, Marlango - Instrumentista
- Medium, Martín Leiton - Ingeniero de mezcla, Mastering
- Escapistes, Inspira - Ingeniero de mezcla
- Sopa de Almendras, Ana Laan - Ingeniero de mezcla

2009
- Temporada de conejos, Martín Buscaglia - Ingeniero de grabación y mezclas, músico invitado
- Soy pecadora, Ana Prada - Ingeniero de grabación, músico invitado
- Linoleum, Maria Coma - Músico invitado
- Coetus, Coetus - Ingeniero de grabación

2008
- Ahora, Almasäla - Productor artístico, Ingeniero de mezcla y grabación, instrumentista
- Cara B, Jorge Drexler - Ingeniero de grabación, producción adicional, músico invitado
- U_mä, U_mä - Músico invitado

2006
- El evangelio según mi jardinero, Martín Buscaglia - Ingeniero de grabación, músico invitado

## En directo
Aparte de acompañar a diversos artistas como músico de directo, especialmente a Jorge Drexler (con el que lleva más de 12 años girando), ha colaborado como músico en diversas giras y realizado la dirección artística y técnica de varias de ellas:
2020
- Canciones dentro de canciones, Vetusta Morla - Dirección artística musical.

2019
- Pero no pasa nada, Amaia Romero - Dirección artística musical.

2019
- Veranos de la Villa, Ayuntamiento de Madrid - Diseñador sonoro, dirección técnica de sonido del festival.

2019-20
- Silente, Jorge Drexler - Dirección técnica, diseño de sonido, codirección artística. Ingeniero de sonido FOH.

2019
- Otro día en el mundo, Vetusta Morla - Dirección artística musical.

2018-19
- Mismo Sitio Distinto Lugar, Vetusta Morla - Dirección artística musical.

2018-19
- Todo y la cabeza, JU - Músico (Programaciones, synths, percusión, bajo y coros)

2017-18-19
- Salvavidas de Hielo, Jorge Drexler - Dirección técnica, codirección artística. Ingeniero de monitores y Músico (programaciones, acústicas, lap steel, percusión, coros)

2015-16
- Poco, adrede, nunca, JU - Músico (Percusión, bajo y coros)

2015-16
- Perfume, Jorge Drexler & Luciano Supervielle - Dirección técnica, codirección artística. Ingeniero de monitores y Músico (programaciones, bajo, procesado de audio en vivo)

2014-15
- Panal / Mala Madre (Spanish Tour), Camila Moreno - Músico (Bajo, synths, samples, voces, omnichord)

2014-15
- Bailar en la Cueva, Jorge Drexler - Dirección técnica, codirección artística. Ingeniero de monitores y Músico (programaciones, percusión, coros)

2013-14
- Masa, MASA (Didi Gutman - Héctor Castillo) - Músico (programaciones y voces)

2013
- Versonautas / Pregon carnaval Cádiz, Jorge Drexler - Dirección artística y técnica. Músico (Theremin, percusión, coros)

2012-13-14
- Criollo, Martín Bruhn - Músico (Bajo, synths, programaciones, serrucho y voces)

2012-13
- El afán, Alex Ferreira Músico (Bajo, serrucho y voces)

2012-13
- Mundo Abisal v1 & v2, Jorge Drexler - Dirección técnica. Ingeniero de sonido FOH (v1) y Músico (v2) (programaciones, serrucho, synths, acústicas, Tenori-on, percusión, coros)

2011-12
- Saipan, Nubla - Músico (Bajo, programaciones, serrucho, lap steel, efectos y voces)

2010-11
- Amar la Trama, Jorge Drexler - Dirección técnica. Músico (lap steel, programaciones, bajo, theremin, serrucho, percusión, marimba y coros)

2008-09
- U_mä, U_mä - Músico (programaciones, bajo, serrucho, theremin, Tenorion, Audiocubes, percusión y voces)

2008-09
- Cara B, Jorge Drexler - Co-Ingeniero de sonido FOH y Músico (Serrucho, theremin y tenorion)

2007-08
- Hombres Orquesta Tour, Martín Buscaglia - Músico (programaciones, Theremin, serrucho, efectos, percusión, voces y juguetes)

## Premios
Latin Grammy en 2022 por Grabación del Año (Productor e ingeniero de grabación y mezclas de Tocarte, Jorge Drexler ft C. Tangana), por Mejor Disco Cantautor (Productor e ingeniero de grabación de Tinta y tiempo, Jorge Drexler) en 2018 por Mejor Grabación del Año (Productor e ingeniero de grabación y mezclas de Salvavidas de Hielo, Jorge Drexler), por Mejor Disco Cantautor (Productor e ingeniero de grabación y mezclas de Salvavidas de Hielo, Jorge Drexler) en 2014 por Mejor Grabación del Año (Productor e ingeniero de grabación y mezclas de Bailar en la Cueva, Jorge Drexler), por Mejor Disco Cantautor (Productor e ingeniero de grabación y mezclas de Bailar en la Cueva, Jorge Drexler) y en 2013 por Mejor Álbum Alternativo (Productor e ingeniero de grabación de "Oración Caribe" y  "Aventurera" de Mujer Divina, Natalia Lafoucade).